# ایوان رودریگز (بازیکن فوتبال)
ایوان رودریگز (انگلیسی: Iván Rodríguez؛ زادهٔ ۳۰ آوریل ۱۹۹۶) بازیکن فوتبال اهل اسپانیا است.
از باشگاه‌هایی که در آن بازی کرده‌است می‌توان به باشگاه فوتبال مالاگا اشاره کرد.
وی همچنین در تیم ملی فوتبال زیر ۱۶ سال اسپانیا بازی کرده‌است.